# Okres Ostřihom
Okres Ostřihom (maďarsky Esztergomi járás) je jedním z šesti okresů maďarské župy Komárom-Esztergom. Jeho centrem je město Ostřihom.

## Sídla
V okrese se nachází celkem 24 měst a obcí.
Města
- Dorog
- Lábatlan
- Nyergesújfalu
- Ostřihom
- Tát

Městyse
- Tokod

Obce
- Annavölgy
- Bajna
- Bajót
- Csolnok
- Dág
- Dömös
- Epöl
- Kesztölc
- Leányvár
- Máriahalom
- Mogyorósbánya
- Nagysáp
- Piliscsév
- Pilismarót
- Sárisáp
- Süttő
- Tokodaltáró
- Úny